# Yamagata (thành phố)
Thành phố Yamagata (tiếng Nhật: 山形市) là tỉnh lỵ, đô thị loại đặc biệt thuộc tỉnh Yamagata, vùng Tōhoku, Nhật Bản và là một đô thị thuộc vùng đô thị Yamagata.
Thành phố rộng 381,34 km², ở vị trí trung tâm của tỉnh, và có 254.690 dân (ước ngày 1/8/2008).
Có 12 ga của 4 tuyến đường sắt đô thị trong đó ga trung tâm là Yamagata có shinkansen đỗ.
Trong thành phố có 3 cơ sở giáo dục bậc đại học, 1 cơ sở bậc cao đẳng và 14 trường trung cấp nghề.